# Adiós, mamá Carlota
Adiós Mamá Carlota fue una canción paródica escrita por Vicente Riva Palacio, haciendo paráfrasis de Adiós, oh patria mía, de Ignacio Rodríguez Galván. Esta canción hace referencia a la partida de la emperatriz Carlota de México hacia Europa el 10 de abril de 1864 para pedir ayuda por la vida de su esposo Maximiliano I de México.
La letra de esta canción es la siguiente:

Alegre el marinero, con voz pausada canta

Y el ancla ya levanta con extraño dolor

La nave va en los mares botando cual pelota

¡Adiós mamá Carlota! ¡Adiós mi tierno amor!

Y en tanto los chinacos ya cantan su victoria

Guardando tu memoria sin odio ni rencor

Mientras el viento alegre tu embarcación azota

¡Adiós mamá Carlota! ¡Adiós mi tierno amor!

En lo hondo de su pecho ya sienten su derrota

¡Adiós mamá Carlota! ¡Adiós mi tierno amor!

Alegre el marinero, con voz pausada canta

Y el ancla ya levanta con extraño rubor

La nave va en los mares, botando cual pelota

¡Adiós mamá Carlota! ¡Adiós mi tierno amor!

Y en tanto los chinacos ya cantan su victoria

Guardando tu memoria sin odio ni rencor

Mientras el viento alegre tu embarcación azota

¡Adiós mamá Carlota! ¡Adiós mi tierno amor!
Vicente Riva Palacio